# Hampton in Arden
Hampton in Arden är en ort och civil parish i Storbritannien.   Den ligger i distriktet Solihull i grevskapet West Midlands i riksdelen England, i den södra delen av landet, 150 km nordväst om huvudstaden London. Hampton in Arden ligger 123 meter över havet och antalet invånare är 1 692.
Terrängen runt Hampton in Arden är platt. Runt Hampton in Arden är det tätbefolkat, med 659 invånare per kvadratkilometer. Närmaste större samhälle är Birmingham, 14,7 km väster om Hampton in Arden. Trakten runt Hampton in Arden består till största delen av jordbruksmark.